# Övsət Abdinov
Övsət Bəhram oğlu Abdinov (russisch Овсат Бахрам оглы Абдинов Owsat Bachram ogly Abdinow, englische Transkription Ovsat Bahram oglu Abdinov; * 23. Februar 1944 in Balakən, Rayon Balakən, AsSSR, UdSSR; † 29. Oktober 2016) war ein aserbaidschanischer Physiker im Bereich der Hochenergiephysik.

## Leben und Leistungen
Abdinov studierte Physik am Institut für Physik der Staatlichen Universität Aserbaidschan und schloss sein Studium daselbst im Jahr 1966 ab. Anschließend war er Aspirant (1966–1969), Laborleiter (1969–1973) und Dozent (1973–1975) am Institut für Physik der Staatlichen Universität Aserbaidschan in der Abteilung für Theoretische Physik. 1975 wurde ihm die Leitung des Laboratoriums für Hochenergiephysik der Akademie der Wissenschaften der AsSSR, der späteren Nationalen Akademie der Wissenschaften Aserbaidschans, übertragen. Dabei arbeitete er eng mit dem Vereinigten Institut für Kernforschung (JINR) in Dubna, bei dem er zwischen 1993 und 2002 leitender Forscher war, mit dem Institut für Hochenergiephysik (IHEP) in Protwino nahe Serpuchow und später mit der Europäischen Organisation für Kernforschung (CERN) in der Schweiz zusammen. Seinen Lehrauftrag nahm Abdinov an der Staatlichen Universität Baku und an der Aserbaidschanischen Staatlichen Öl- und Industrie-Universität wahr.
1972 verteidigte er seine Dissertation und erlangte 1986 seinen Doktor der physikalischen und mathematischen Wissenschaften. Sein Forschungsinteresse galt der theoretischen Beschreibung von Wechselwirkungsprozessen bei Hadron-Nukleon-Kollisionen. Er stellte als erster eine Hypothese zur Clusterbildung bei leichten Nukleonen auf, die später experimentell nachgewiesen wurde. Seit 1997 war er der Koordinator der Republik Aserbaidschan für den ATLAS-Detektor beim CERN und baute das erste Worldwide-LHC-Computing-Grid-Segment in Aserbaidschan auf.
Am 30. Juni 2014 wurde Abdinov zum korrespondierenden Mitglied der Nationalen Akademie der Wissenschaften Aserbaidschans gewählt.

## Werke (Auswahl)
Als Mitglied beim Forschungsprojekt ATLAS ist Övsət Abdinov Mitautor zahlreicher Veröffentlichungen der ATLAS-Kollaboration (englisch ATLAS Collaboration) – diese Veröffentlichungen sind hier nicht aufgeführt.
- Каскадно-испарительная модель неупругих взаимодействий частиц с легкими ядрами. Баку 1972 (russisch).
- Множественное рождение частиц во взаимодействиях ¶-мезонов и протонов с ядрами углерода с учетом нуклонных ассоциаций. Баку 1986 (russisch).
- M. K. Suleimanov, O. B. Abdinov, A. M. Bagirov, A. I. Anoshin, J. Bogdanowicz, and A. A. Kuznetsov: Single-particle correlations in events with total disintegration of nuclei. In: Physical Review C. Volume 58, Issue 1, 1998, S. 351–355, doi:10.1103/PhysRevC.58.351 (englisch).
- M. K. Suleymanov, O. B. Abdinnov, N. S. Angelov, B. Z. Belashev, Ya. G. Guseynaliyev, A. A. Kuznetchov, A. S. Vodopianov: Analysis of the characteristics of nucleus-nucleus collisions depending on the centrality. In: Nuclear Physics A. Volume 734, Supplement, 2004, S. E104–E107, doi:10.1016/j.nuclphysa.2004.03.031 (englisch).